# Henricus Glareanus
Henricus Loriti Glareanus, född i juni 1488 i kantonen Glarus, död 28 mars 1563 i Freiburg im Breisgau, var en schweizisk humanist och musikolog.

## Biografi
Henricus Glareanus hette egentligen Heinrich Loriti, och fick tillnamnet Glareanus efter kantonen han föddes i, Glarus. Han studerade bl.a. i Köln, där han 1512 av kejsar Maximilian kröntes som skald, men därifrån han, upprörd av skolastikernas tillvägagående mot Reuchlin, 1514 begav sig till Basel. Där tog han i början parti för sina vänner Zwingli och Œcolampadius, men vände sig sedermera ifrån dem och begav sig, sedan reformationen segrat i Basel, tillika med Erasmus till Freiburg, där han 1529-60 verkade som professor i historia och poetik. 
Ehuru Glareanus stod i stort rykte för snille och vetenskaplig bildning, utmärkte han sig dock företrädesvis på musikteorins område, framför allt genom sitt berömda arbete Dodecachordon (1547), som går ut på att uppvisa tillvaron av tolv kyrkotonarter, överensstämmande med de grekiska modi, i st.f. endast åtta som förut antagits. Glareanus tillade nämligen skalorna på c (den joniska) och a (eolisk), jämte de båda motsvarande plagaliska. Hans estetik grundades på uppfattningen att måleriet ägde företräde framför andra konstarter, och att musiken därmed skulle efterlikna denna; jämför tonmåleri.
Bland hans övriga arbeten märkas Helvetiæ descriptio (på vers; 1514), Elegiæ (1516), Isagoge in musicen (s. å.), De geographia liber (1527), De arte musica (1549) och Annotationes till ett flertal romerska författare. 